# ويليام بارتلي
ويليام بارتلي (بالإنجليزية: William Bartley)‏ هو عسكري أمريكي، ولد في 16 مايو 1916، وتوفي في 28 يناير 2011.